# Desa Manggis (administrativ by i Indonesien, Jawa Tengah, lat -7,21, long 109,05)
Desa Manggis är en administrativ by i Indonesien.   Den ligger i provinsen Jawa Tengah, i den västra delen av landet, 270 km öster om huvudstaden Jakarta.